# Grundtjärnen (Kalls socken, Jämtland, 707677-135948)
Grundtjärnen är en sjö i Åre kommun i Jämtland och ingår i Indalsälvens huvudavrinningsområde. Sjön har en area på 0,265 kvadratkilometer och ligger 403,1 meter över havet.

## Delavrinningsområde
Grundtjärnen ingår i det delavrinningsområde (707628-135979) som SMHI kallar för Utloppet av Grundtjärnen. Medelhöjden är 418 meter över havet och ytan är 1,81 kvadratkilometer. Räknas de 4 avrinningsområdena uppströms in blir den ackumulerade arean 16,68 kvadratkilometer. Vattendraget som avvattnar avrinningsområdet har biflödesordning 3, vilket innebär att vattnet flödar genom totalt 3 vattendrag innan det når havet efter 356 kilometer. Avrinningsområdet består mestadels av skog (52 procent) och sankmarker (26 procent). Avrinningsområdet har 0,27 kvadratkilometer vattenytor vilket ger det en sjöprocent på 14,7 procent.